# Melanomys
Melanomys é um género de roedor da família Cricetidae.

## Espécies
- Melanomys caliginosus (Tomes, 1860)
- Melanomys robustulus Thomas, 1914
- Melanomys zunigae (Sanborn, 1949)